# Mer de sable de Calanshio

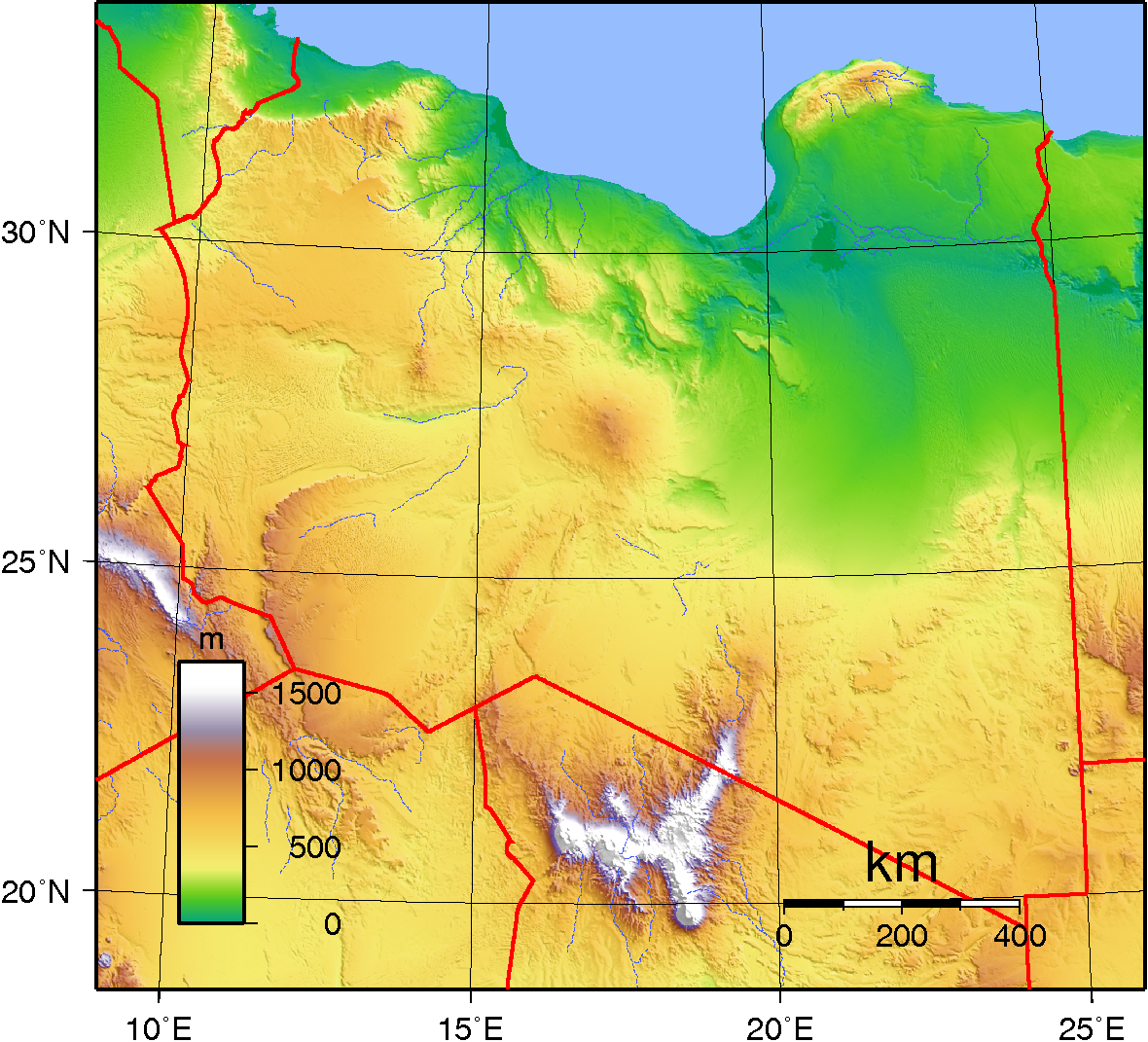
Carte du relief de la Libye

La mer de sable de Calanshio (Sarīr Kalanshiyū ar Ramlī al Kabīr) est un erg situé dans le désert libyen, dans le district de Kufra au sud-est de la Libye. Elle a une superficie d'environ 62 000 km². L'erg s'étend de Jaghbub et Jalo au nord et jusqu'à Kufra au sud, sur une distance de 500 km.
L'erg est parallèle à la grande mer de sable égyptienne et lui est contiguë à ses extrémités nord. ces deux ergs contiennent des dunes atteignant 110 m de hauteur : celles-ci ont une direction générale nord-sud et sont d'origine éolienne.
Le B-24 Liberator Lady Be Good, disparu pendant la Seconde Guerre mondiale en 1943 s'est écrasé sur la mer de sable de Calanshio. Son épave a été découverte le 9 novembre 1958 à 200 km au nord de l'oasis de Koufra. L'équipage du bombardier, alors que l'aéronef était tombé en panne, a sauté, croyant être au-dessus de la mer. Lorsqu’ils ont atterri dans le désert libyen, ils ont ressenti une brise venant du nord-ouest. Pensant qu'ils étaient proches de la Méditerranée, ils se sont dirigés en direction du vent en espérant que cela les mènerait vers des zones habitées. Cependant, ils se trouvaient à plus de 640 km de la Méditerranée et sont morts lentement de déshydratation après avoir parcouru 130 km avec très peu d'eau dans un territoire si hostile que même les Bédouins du désert refusent d'y pénétrer.